# ایکو کادونو
ایکو کادونو (به انگلیسی: Eiko Kadono) (زاده ۱ ژانویه ۱۹۳۵) نویسنده ادبیات کودکان، کتابهای تصویری، داستانهای غیر داستانی ژاپنی است. معروف‌ترین اثر او سرویس تحویل کی‌کی، که در سال ۱۹۸۵ منتشر شد، توسط هایائو میازاکی به یک فیلم انیمیشن تبدیل شد و یک مجموعه از رمان‌های دنباله را ایجاد کرد. وی در سال ۲۰۱۸ جایزه هانس کریستیان آندرسن را از آن خود کرد. در حال حاضر، او به عنوان استاد میهمان در دانشگاه نیهون فوکوشی در استان آیچی خدمت می‌کند،

## آثار
رمان‌های سرویس تحویل کی‌کی
- سرویس تحویل کی‌کی (۱۹۸۵)
- Majo no Takkyūbin 2: Kiki to Atarashii Mahō (魔女の宅急便その۲ キキと新しい魔法 Witch's Express Home Delivery 2: Kiki and Her New Magic؟) (1993)
- Majo no Takkyūbin 3: Kiki to mō Hitori no Majo (魔女の宅急便その۳ キキともうひとりの魔女 Witch's Express Home Delivery 3: Kiki and the Other Witch؟) (2000)
- Majo no Takkyūbin 4: Kiki no Koi (魔女の宅急便その۴ キキの恋 Witch's Express Home Delivery 4: Kiki's Love؟) (2004)
- Majo no Takkyūbin 5: Mahō no Tomarigi (魔女の宅急便その۵ 魔法の止まり木 Witch's Express Home Delivery 5: Perch of Magic؟) (2007)
- Majo no Takkyūbin 6: Sorezore no Tabidachi (魔女の宅急便その۶ それぞれの旅立ち Witch's Express Home Delivery 6: Each and Every Departure؟) (2009)

کارهای دیگر
- Aku Ingin Makan Spageti (1979)
- Grandpa's Soup (1989), with illustrator Satomi Ichikawa[۳]
- Sarada De Genki (2005)